# Берт Монро
Герберт Джеймс «Берт» Монро (Берт у юності; 25 березня 1899 — 6 січня 1978) був новозеландським мотогонщиком, відомим тим, що встановив світовий рекорд швидкості на мотоциклах з об'ємом двигуна до 1000 куб. см. у Бонневілі, 26 серпня 1967 р. Цей рекорд досі не побитий. Монро було 68 років і їхав він на 47-річному мотоциклі, коли він встановив останній рекорд.
Працюючи в своєму будинку в Інверкаргіллі, він 20 років працював над тим, щоб вдосконалити свій мотоцикл 1920 року випуску, який був придбаний того ж року. Монро встановив свій перший рекорд швидкості в Новій Зеландії в 1938 році, а пізніше встановив ще сім. Він здійснив подорож на змагання швидкості до соляних озер Бонневілля, намагаючись встановити світовий рекорд швидкості. Під час своїх десяти відвідувань соляних озер він встановив три рекорди швидкості, один з яких досі залишається незмінним.
Його зусилля та успіх є основою кінофільму «Найшвидший індіанець у світі» (2005), в якому знявся Ентоні Гопкінс, та короткометражного документального фільму «Берт Манро: дари Богу швидкості» 1971 року, режисера Роджера Дональдсона.

## Ранні роки життя
Монро народився в 1899 році у сім'ї Вільяма Монро та Лілі Агнес Робінсон в Інверкаргіллі. Його сестра-близнюк померла при народженні, а Монро виріс на фермі в Едендейлі, на схід від Інверкаргілля. Його дід був із північної Шотландії і оселився в Інверкаргіллі, ставши фермером.
Інтерес Монро до швидкості почався в ранньому віці, він їздив верхом на найшвидшому коні по всій фермі, незважаючи на скарги батька. Поїздки на потязі до порту в Інверкаргіллі були рідкісним джерелом хвилювання, а приїзд автомобілів, мотоциклів та літаків додали бажанню Берту приєднатися до світу поза його фермою. Оскільки сім'я Монро стримувала його починання життя поза фермою, йому постійно було нудно займатись рутинними справами. Після початку Першої світової війни він мав намір піти на війну, як тільки досягне повноліття, щоб отримати шанс побачити світ.
Монро залишився на родинному господарстві до кінця Першої світової війни, доки його батько не продав ферму. У той час Монро працював на будівництві тунелю «Отіра», поки не згадав про роботу з батьком на нещодавно придбаному господарстві. Після цього він став професійним швидкісним наїзником, але повернувся додому на сімейну ферму на початку Великої депресії. Знайшовши роботу продавця та механіка мотоциклів, він брав участь у змаганнях мотоциклістів і піднявся на вершину новозеландської мотоциклічної сцени, змагаючись на пляжі Орети, а пізніше в Мельбурні, Австралія.
Після Другої світової війни Монро та його дружина розлучилися, і згодом він відмовився від роботи, щоб повністю присвятити себе роботі за замкнутими дверима свого гаража.

## Змагання

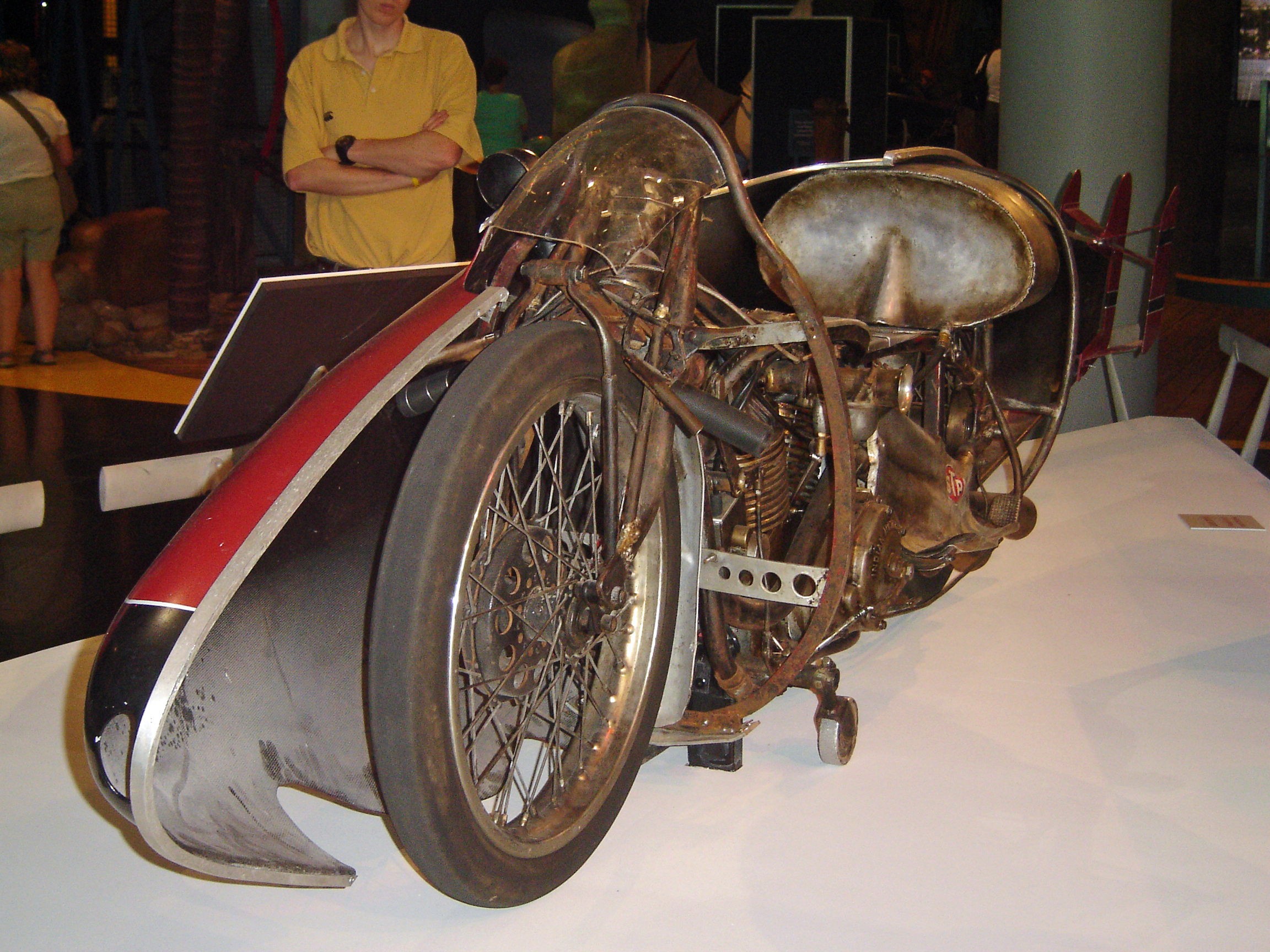
Репліка мотоцикла Індіан 1920 року (із знятою половиною обтікача, щоб показати деталі), яку Берт Монро використав для встановлення свого рекорду в 1967 році

Мотоцикл «Індіан Скаут» Монро був дуже ранньою моделлю, і лише 627-а модель покинула американський завод. Оригінальна максимальна швидкість мотоцикла була 55 миля/год (89 км/год). Але це не задовільнило Монро, тому в 1926 році він вирішив почати модифікувати свого улюбленого «індіанця».
Найбільші два виклики, які Монро подолав, вдосконалюючи свій мотоцикл, — це його нестача грошей і те, що він працював повний робочий день як продавець мотоциклів. Він часто працював протягом ночі над своїми мотоциклами(у нього був також MSS Velocette 1936 року), потім він йшов працювати вранці, не спавши ніч перед цим.
Оскільки Монро був людиною скромних запитів, він часто робив деталі та інструменти сам, а не професійно їх будував. Наприклад, він зберігав деталі в старих банках, виготовляв власні бочки, поршні, маховики тощо. Мікрометром йому, приміром, слугувала стара шпиця.

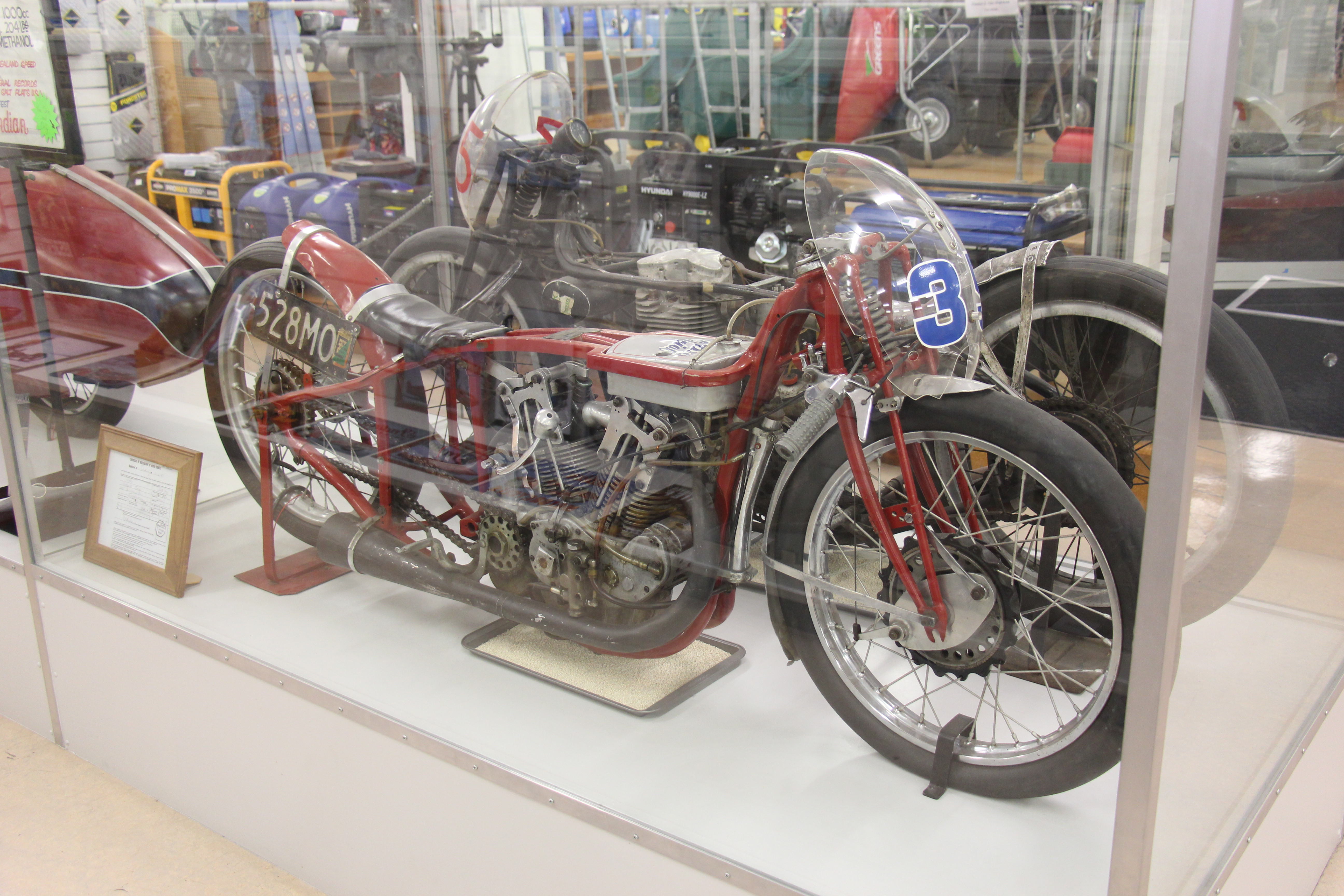
Індіан Монро демонструється в Інверкаргілі

На останній стадії модернізації об'єм двигуна Індіана становив 950 см³ (оригінальний мав 600 куб.см) і приводився в рух за допомогою потрійної системи ланцюгів.
«Munro Special», як Монро називав свій мотоцикл, зараз належить Невілу Хейсу, на Південному острові Нової Зеландії, і демонструється в E Hayes & Sons, Інверкаргілл. Існує також другий мотоцикл, який повинен бути оригінальним «Munro Special» в музеї Te Papa у Веллінгтоні.

## Соляне озеро Бонневіля та Тиждень швидкості
Соляні озера Бонневіля у північно-західній частині штату Юта, США відомі у всьому світі своєю плоскою ущільненою сіллю, які ідеально підходить для тестування максимальної швидкості машин. Під час тижня швидкості, як правило, в кінці серпня, в Бонневілі збираються любителі швидкісних транспортних засобів з усього світу.
Монро їздив до Бонневіля десять разів, вперше для «екскурсійних» цілей. І дев'ять разів він змагався у Бонневілі, Монро встановив три світові рекорди: спочатку в 1962 році, потім у 1966 році і нарешті в 1967 році. Він також пройшов кваліфікацію понад 200 миля/год (320 км/год), але це був неофіційний пробіг і не рахувався.
Після помилки написання свого імені в американському журналі мотоциклів у 1957 році Bert Munro змінив ім'я на Burt.

## Особисте життя
У Монро було четверо дітей — Джон, Джун, Маргарет та Гвен — зі своєю дружиною Флоренс Беріл Мартін, з якою він одружився в 1927 році. Вони розлучилися у 1947 році.
Постраждавши від стенокардії з кінця 1950-х, Монро переніс інсульт у 1977 році, і був госпіталізований до лікарні. Він виявив, що його координація зменшилася. Розчарований, але бажаючий, щоб його мотоцикли залишилися в Саутленді, він продав обидва байки своєму другові Норману Хейсу з компанії E. Hayes & Sons. Монро помер 6 січня 1978 року у віці 78 років. Він похований на Східному кладовищі Інверкаргілла разом з батьками та братом.

## Рекорди
- У 1962 році він встановив рекорд 288 км/год (178,95 миля/год) в класі двигунів до 883 куб.см.
- У 1966 році він встановив рекорд 270,476 км/год (168,07 миля/год) в класі двигунів до 1000 куб.см[14].
- У 1967 році він встановив рекорд 295,453 км/год (183,59 миля/год) в класі двигунів об'ємом менше 1000 куб.см. Для кваліфікації він здійснив однобічний пробіг зі швидкістю 305,89 км/год (190,07 миля/год), найбільша в світі офіційно зафіксована швидкість. Неофіційний рекорд швидкості (офіційно приурочений) — 331 км/год (205,67 миля/год) на літаючу милю.
- У 2006 році його ввели в Зал слави мотоциклів (AMA Motorcycle Hall of Fame).
- У 2014 році, через 36 років після смерті, йому було присвоєно заднім числом рекорд 1967 року — 296,2593 км/год (184.087 миль/год) після того, як його син Джон помітив помилку обчислення AMA в той час.[15]

## Художній фільмНайпрудкіший Індіан
Берт Монро був головним героєм фільму 2005 року — «Найпрудкіший Індіан», заснований на його подорожі та змаганнях в Бонневілі під час тижня швидкості. Цей фільм зображує рішучого старого, який, незважаючи на багато труднощів, їде з Нової Зеландії до США, щоб випробувати свій мотоцикл на захід від Великого Соляного озера. Застереження говорить: «Хоча цей кінофільм заснований на історичних подіях, певні імена персонажів були змінені, деякі головні герої придумані, а ряд випадків — вигадані».

## 2013 Індіан названий «Духом Монро»
У березні 2013 року Indian Motorcycle оголосив, що виробляє виготовлений на замовлення конвеєрний мотоцикл під назвою Spirit of Munro. Мотоцикл був побудований для демонстрації двигуна Thunder Stroke 111, який буде використовуватися в одній з дорожніх моделей 2014 року. Компанія заявила, що «Дух Монро Скаут» є даниною досягненням Монро.